# تقييم التفاعل بين الوالدين والطفل 2 (PCIA-II)
إن  تقييم التفاعل بين الوالدين والطفل-II (PCIA-II؛ هوليجروكي وكامينسكي وفرايزويك، 1999، 2002) هو إجراء مباشر للملاحظة. حيث يتم تصوير الآباء والأطفال من سن 3 إلى 10 سنوات وهم يتظاهرون بأنهم يلعبون في حديقة الحيوان. ويتم عرض سلسلة من بدايات القصص ويُطلب منهم «لعب ما يحدث معًا». وبمجرد انتهاء الجزء المبتدع من القصة، يستكملون إجراء استرجاع الفيديو لـ بحثه بمقياس التفاعل بين الوالدين والطفل حيث يتم عرض مختارات من شريط الفيديو عليهم. ويتم إيقاف شريط الفيديو مؤقتًا؛ ويتم إجراء مقابلات فردية معهم بشأن ما يحدث وما يفعله كل شخص والشخص الآخر وما يفكرون فيه ويشعرون به ويريدونه. ويستغرق مقياس PCIA-II حوالي 45 دقيقة لإدارته (30 دقيقة للتفاعل المسجل على شريط الفيديو و15 دقيقة لبحثـه)
يستخدم هذا الإجراء في البحث والتدخلات السريرية مع كل زوج من الآباء والأطفال. وكأداة للبحث، يستخدم مقياس PCIA-II لاختبار الفرضيات المتصلة بـعلم النفس السريري والطب النفسي ونمو الطفل. ويتم استخدام مقياس PCIA-II في التقييم والعلاج سريريًا. وكإجراء نفسي للتقييم، يتم الحصول على المعلومات حول سير العلاقة بين الوالدين والطفل وسلوك كل شخص وإدراكه. ويتم تحليل تسجيلات الفيديو نوعيًا و/أو كميًا باستخدام مجموعة من الوالدين والطفل أو الأقارب الذين أظهروا خصائص سيكومترية جيدة (انظر هوليجروكي، 2008). وكعلاج، يعد مقياس PCIA-II الجزء الأساسي من التدخل العلاجي المعرفي السلوكي لمشمولات التعديل للآباء التدخل في مشمولات التعديل للآ(PCIA-II/MAP) (بوهر، 2005؛ بوهر وهوليجروكي، 2005). ويبدأ PCIA-II/MAP بمراجعة الطبيب المعالج لتسجيلات ما قبل العلاج بمقياس PCIA-II لأحد الوالدين والطفل لتحديد مناطق الكفاءة وكذلك مناطق صعوبات الأبوة والأمومة مثل الخصائص المختلة أو السلبية أو غير دقيقة. وخلال جلسات التدخل، يعمل الطبيب والوالد معًا لتعزيز نقاط القوة والاعتراف بصفات الوالد وتغييرها. ويتم استخدام PCIA-II/MAP حاليًا في العلاج وبحوث النتائج العلاجية في أونتاريو، بكندا.
قام ريتشارد هوليجروكي وباتريشيا كامينسكي وسايبولت فرايزويك وجورج هوغ وكارين شيكتمان بوضع مقياس PCIA بين عامي 1995 و1997 في عيادة مينينجر وتم تحديث المقياس ومراجعته عام 2002 بواسطة أول ثلاثة مؤلفين. كما قدم بيتر فوناجي، مدير مركز مينينجر للطفل والأسرة، استشارات من أجل المشروع.
كما تتضمن الأسئلة قيد الفحص دراسة تأثير الاضطراب النفسي لأحد الوالدين أو الطفل على العضو الآخر من هذا الزوج؛ تعلق الطفل؛ التوافق الأبوي؛ العلاقة بين الحيل النفسية، التمثيلات الداخلية، والعدوانية؛ أنماط الأبوة والأمومة نسخة محفوظة 17 يونيو 2018 على موقع واي باك مشين.؛ فعالية التدخل باستخدام PCIA-II/MAP؛ والمقارنة بين الثقافات بين العينات التي تم جمعها في هونغ كونغ والولايات المتحدة.